# 梅格·卡伯特
梅格·卡伯特（Meggin Cabot，1967年2月1日—）是一位美国小说家。她一共出版了50多部小说，她有一部作品被华特迪士尼影片改编成麻雀變公主。 她的作品一度登上纽约时报畅销书排行榜榜首，  她的作品在世界各地銷量超过2500万册。 